# Уральский областной промышленно-экономический техникум
Здание ПРОМЭКТа (полное название — Здание Уральского областного промышленно-экономического и кооперативного техникума) — здание, построенное в 1929 году архитекторами Алексеем Макаровым и Петром Осиповым в Екатеринбурге, на улице Декабристов, дом 20. Здание было выполнено в стиле конструктивизма конца 1920-х годов. В декабре 2020 года в рамках строительных работ корпорация «Маяк» начала снос здания, а к марту 2021 года здание было окончательно разрушено.

## История
После Гражданской войны Сенную площадь — самую крупную площадь Екатеринбурга — было решено застроить. Проект создал архитектор Сигизмунд Домбровский. С 1929 года здесь шла стройка нескольких жилых комплексов и двух учебных заведений в стилистике конструктивизма, а в центре квартала обустроили парк. Одним из учебных заведений стало здание Уральского областного промышленно-экономического и кооперативного техникума (в сокращении называемое зданием ПРОМЭКТа). Оно было построено в 1929 году по проекту архитекторов Алексея Макарова и Петра Осипова. По сообщению газеты «Уральский рабочий» от 5 февраля 1929 года, на строительство здания было предусмотрено 1 млн. 200 тыс. рублей.
Уральский областной промышленно-экономический техникум был организован Екатеринбургской товарной биржей 26 марта 1924 года. В 1930 году он переехал в новое специально построенное для него здание, а в 1936 году стал называться техникумом советской торговли. Главный вход был с улицы Декабристов, внутри центральная лестница и наверху большая аудитория. Система коридорная, по обе стороны учебные аудитории. В одноэтажном пристрое размещались учебные мастерские. Первый этаж здания был выделен под мастерские (кожевенно-обувную, шорную и овчинно-меховую), второй и третий — под кабинеты и аудитории, четвёртый — под лаборатории. Они были расположены на самом высоком этаже, чтобы предотвратить распространение запахов от химических реактивов. Техникум располагал физкультурным залом с отдельным выходом на спортплощадку, библиотекой и актовым залом с кинобудкой. Имелось также небольшое помещение для хранения и перемотки кинолент. Кроме того, по инициативе преподавателей в техникуме был создан учебный магазин с отдельным входом. Он был расположен справа от главного вестибюля по улице Декабристов.
В годы Великой Отечественной войны в здании располагался эвакогоспиталь на 600 коек. Профиль: нейрохирургический, глазной, травматологический, восстановительной хирургии, ампутационный, протезирования. В госпитале на протяжении военных лет работали студенты и сотрудники техникума. Многие сотрудники ПРОМЭКТа ушли на фронт.
В 1950-е годы в техникуме была восстановлена работа вечернего и заочного отделений, в 1960-е студенты и преподаватели построили своими силами общежитие. В 1972 году произошла реорганизация: в этом здании остался техникум советской торговли, а технологическое отделение выделилось в самостоятельное учебное заведение — техникум общественного питания, переехавший в новый учебный корпус на Большакова, 65. Два техникума объединятся вновь только в 1994 году. ПРОМЭКТ работал до 90-х годов.
После распада СССР здание ПРОМЭКТа передали коммерческим арендаторам, и лет 25 оно работало фактически как деловой центр.
В 2014 году, уже владевшая этим зданием корпорация «Маяк» вместе с гонконгскими партнёрами планировала построить на его месте бизнес-центр, гостиницу французского оператора AccorHotels и медицинский центр, но в связи с санкциями 2015 года, партнёры отказались инвестировать в российские проекты в пору экономической нестабильности.

### Снос здания ПРОМЭКТа
В начале декабря 2020 года собственник здания ПРОМЭКТа и основатель корпорации «Маяк» Владимир Коньков уведомил мэрию о планируемом сносе здания.
Местные общественники и активисты выступили против сноса. Они считали, что здание является памятником архитектуры конструктивизма и частью единого архитектурного ансамбля, расположенного на месте Сенной площади. Попытки переговоров защитников здания и Конькова не привели их к консенсусу. Тем временем, Управление государственной охраны объектов культурного наследия Свердловской области внесло здание ПРОМЭКТа в число объектов, которые обладают признаками культурного значения.

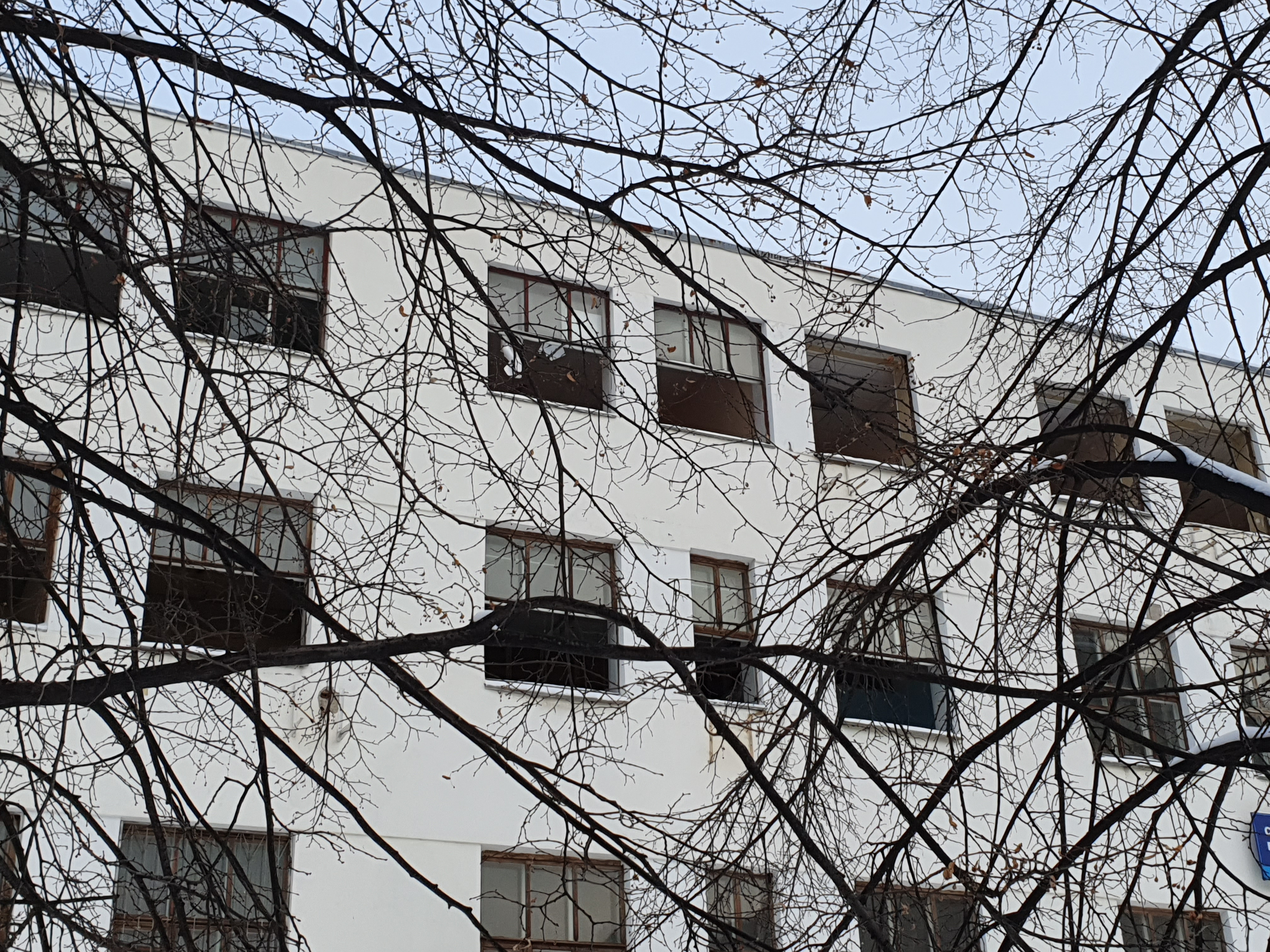
Демонтаж окон здания ПРОМЭКТа, 2 января 2021 года

26 декабря корпорация «Маяк» начала снос здания под предлогом постройки на его месте жилых домов и торгового центра. Как заявляет Коньков, он получил разрешение на постройку по согласованию с министерством по управлению госимуществом Свердловской области, а взамен построил помещение для колледжа, но в МУГИСО это не подтвердили. Тогда у здания начали демонтировать окна и крышу, а его само огородили забором. В связи со сносом, различные общественники и активисты писали обращения в Управлению госохраны, руководству корпорации «Маяк» и президенту Владимиру Путину. Они выступали за разработку проекта реконструкции. На следующий день после начала сноса, активист «Уральского хронотопа» нашёл документы 1985 года, подтверждающие то, что здание ПРОМЭКТа, это выявленный памятник архитектуры.
31 декабря стало известно о первых последствиях сноса для жильцов соседних домов: в доме по соседству начали трескаться стены, а в подземном паркинге — потолок. Тем временем, «Маяк» отказался от дачи комментариев до конца новогодних каникул.

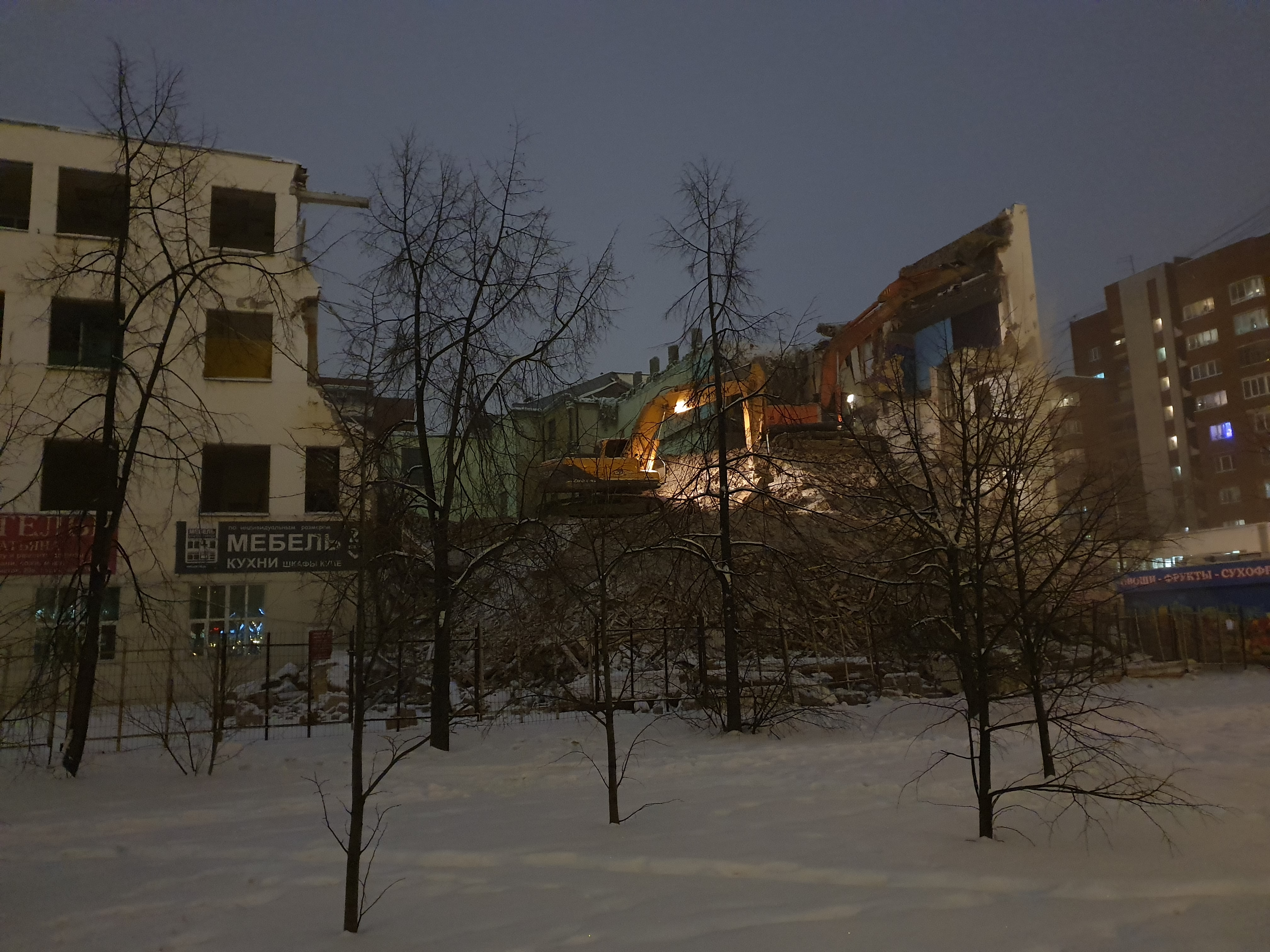
Снос здания ПРОМЭКТа, 10 января 2021 года

1 января 2021 года Управление Минкульта РФ обратилось в прокуратуру и к врио главы Екатеринбурга Алексею Орлову с просьбой защитить здание ПРОМЭКТа. Несмотря на это, снос здания продолжился с новой силой уже 4 января: экскаваторы начали сносить стены здания. Снос продолжался вплоть до 10 января, когда в процессе разрушения здания часть его обрушилась на проезжую часть. Управление МВД России по Свердловской области и областная прокуратура начали проверку по факту обрушения стены здания.
22 января Октябрьский суд удовлетворил иск прокурора о запрете сноса здания до вынесения решения по существу, в связи с чем «Маяк» приостановил его. Но уже 4 марта 2021 года специалисты Научно-производительного центра по охране и использованию памятников истории и культуры Свердловской области не признали здание ПРОМЭКТа объектом культурного наследия. Включение его в реестр ОКН было признано нецелесообразным. Решение утверждено приказом № 41 Управления госохраны объектов культурного наследия правительства Свердловской области. На следующий день здание было полностью разрушено.
После сноса здания корпорация «Маяк» подала в суд на активистов, которые пытались отстоять историческое здание и обращались с заявлением о присвоении ему статуса памятника архитектуры. Компания подала в суд иск о защите деловой репутации. Фигурантами дела выступили два человека: правозащитник Александр Зыков, обратившийся с заявлением о внесении здания в реестр объектов культурного наследия, и местная жительница Елена Литвинова, писавшая о сносе здания в своих соцсетях.
31 мая 2021 года была обнародована новая концепция комплекса на месте здания ПРОМЭКТа, разработанная архитектурным бюро Archinform.

## Хронология сноса здания
| Даты       | События |
| ---------- | --- |
| 3 декабря  | Собственник Владимир Коньков уведомил мэрию о планируемом сносе здания ПРОМЭКТа. Местные власти направили этот документ в Госстройнадзор. |
| 25 декабря | Управление государственной охраны объектов культурного наследия Свердловской области внесло здание ПРОМЭКТа в число объектов, которые обладают признаками культурного значения. В Управлении госохраны пообещали архитектору Полине Ивановой, обратившейся по поводу ситуации со зданием, направить в «Маяк» уведомление о включении здания в список. При этом в уведомлении не будет требования о прекращении сноса, так как тот факт, что объект проходит экспертизу как потенциальный памятник, не даёт управлению права запрещать совершать с ним какие-либо действия. Защитники здания встретились с основателем «Маяка» Владимиром Коньковым, но к консенсусу так и не пришли. По итогу встречи он дал им три дня на то, чтобы они предложили выгодный и интересный проект для ПРОМЭКТа, но он не отменил своего решения о сносе здания. |
| 26 декабря | Первые сообщения о начале сноса здания ПРОМЭКТа появились 26 декабря 2020 года. Тогда у здания начали демонтировать окна и крышу. Рабочие установили по периметру здания забор. В компании заявили, что подрядчики «занимаются демонтажем конструкций, которые вышли из строя», а забор был поставлен «из соображений безопасности». В двор здания ПРОМЭКТа был загнан экскаватор. |
| 27 декабря | Председатель общества «Уральский хронотоп» Олег Букин заявил, что нашёл документы 1985 года, подтверждающие то, что здание ПРОМЭКТа, это выявленный памятник архитектуры. По словам Олега, этот факт может быть основанием обратиться в полицию, если снос здания продолжится. Олег Букин подал заявление в управление госохраны ОКН Свердловской области с просьбой присвоить ПРОМЭКТу статус объекта культурного наследия. |
| 28 декабря | Управление государственной охраны объектов культурного наследия Свердловской области заявило, что 6 мая 2021 года примет решение о признании или непризнании здания памятником. До этого времени мэрия Екатеринбурга попросила застройщика приостановить работы по сносу. Екатеринбургские активисты и общественники написали письмо президенту Владимиру Путину с просьбой сохранить здание ПРОМЭКТа. Обращение написали архитектор Полина Иванова, общественник Дмитрий Москвин, депутат гордумы Екатеринбурга Константин Киселёв, журналист Дмитрий Колезев. |
| 29 декабря | Против сноса ПРОМЭКТа выступили архитекторы и общественники. Они обратились за поддержкой в Управление госохраны. Кроме того, активисты написали открытое письмо руководству корпорации «Маяк». Архитектор Полина Иванова, создатель креативного кластера в Сысерти, Ян Кожан и организатор двора 4-й Уральской индустриальной биеннале и «Дома Маклецкого» Евгения Нестерова просят руководство предприятия встретиться с ними и вместе разработать проект реконструкции здания. |
| 30 декабря | Были обнародованы предполагаемые рендеры будущих жилых домов на месте здания ПРОМЭКТа. До этого в корпорации «Маяк» и екатеринбургской мэрии отказывались предоставлять эскизы до их утверждения. |
| 31 декабря | Жительница соседнего дома Елена Литвинова заявила, что стены её дома треснули из-за работ по демонтажу здания ПРОМЭКТа. Вместе с тем, подземную парковку на Красноармейской, 78б, временно закрыли — там на машины обрушилась часть потолка. Жильцы, готовят жалобу в прокуратуру на действия застройщика, так как связывают эти происшествия с его действиями. «Маяк» заявил, что не будет давать комментарии до 11 января. |
| 1 января   | Управление Минкульта РФ обратилось в прокуратуру и к врио главы Екатеринбурга Алексею Орлову с просьбой защитить здание ПРОМЭКТа. |
| 4 января   | Снос здания перешёл в активную фазу: рабочие на экскаваторах снесли часть стены со стороны двора. |
| 6 января   | От корпуса с внутреннего двора осталась одна стена. |
| 7 января   | Начало сноса основных корпусов с Белинского — Декабристов. |
| 10 января  | Во время сноса ПРОМЭКТа часть здания обрушилась. Обломки здания обрушились на дорогу, где в этот момент ехали автомобили. Они повредили овощной киоск, а также снесли фонарь. На место выехали сотрудники МЧС и полиции. |
| 11 января  | Управление МВД России по Свердловской области и областная прокуратура проводят проверку по факту обрушения стены здания на ул. Декабристов, 20 в Екатеринбурге. |
| 14 января  | Минстрой ограничил этажность жилых домов, которые «Маяк» планирует возвести на месте ПРОМЭКТа. Ранее застройщик анонсировал строительство двух 25-этажных домов. Министр строительства Свердловской области Михаил Волков заявил, что в этой локации можно строить здания не выше 60 метров. |
| 15 января  | Корпорация «Маяк» не отказывается от планов построить высотные дома на месте снесённого здания. |
| 22 января  | Октябрьский суд удовлетворил иск прокурора о запрете сноса здания до вынесения решения по существу. |
| 25 января  | Корпорация «Маяк» приостановила снос здания ПРОМЭКТа. Проводить дальнейшие работы девелоперу запретили судебные приставы — вплоть до особого распоряжения суда. Если демонтаж продолжится, застройщика ждёт уголовная и административная ответственность. |
| 4 февраля  | «Маяк» пересмотрит проект жилых домов на месте здания ПРОМЭКТа. В строительной компании согласились с доводами ФГУП «Российская телевизионная и радиовещательная сеть» и решили снизить высоту зданий с планируемых 100 до 57 метров. |
| 4 марта    | Специалисты Научно-производительного центра по охране и использованию памятников истории и культуры Свердловской области не признали здание ПРОМЭКТа объектом культурного наследия. Включение его в реестр ОКН признано нецелесообразным. Решение утверждено приказом № 41 Управления госохраны объектов культурного наследия правительства Свердловской области. |
| 5 марта    | Здание полностью снесено. |